# 제11군단 (대한민국)
제11군단(第十一軍團)은 경상남도 창녕군에 주둔했던 대한민국 육군 제2군 예하의 군단이며, 상징명칭은 충렬부대(忠烈部隊)이다. (구)제9군단과 더불어 대한민국에 존재했던 단 둘 뿐인 향토군단이었다.
1987년 4월 1일에 창설되었으며, 예하에 제39보병사단, 제50보병사단, 제53보병사단을 두고 있었다. 후방지역에 해당하는 제2군의 책임 지역에 군단을 둘 필요가 없다는 의견이 군단 창설 이래로 꾸준히 제기되어 왔고, 결국 이러한 의견이 받아들여져 국방개혁 2020에 따라 2007년 10월 31일 제9군단과 같이 해체되었다.

## 부대
- 군단 본부
- 제39보병사단 "충무"
- 제50보병사단 "강철"
- 제53보병사단 "진충"
- (구)제69보병사단
- (구)제70보병사단
- 제205특공여단
- 제111정보통신단
- 제1116공병단
- 제1119공병단
- 군사경찰대
- 정보부대
- 기무부대

## 군단장
| #  | 계급 | 성명   | 취임일          | 이임일           | 참고  |
| -- | ---- | ------ | --------------- | ---------------- | ----- |
| 1  | 중장 | ?      | 1987년 4월 1일  | ?                |       |
| ?  | 중장 | 박준근 | ?               | ?                |       |
| ?  | 중장 | 김진호 | 1995년          | ?                |       |
| ?  | 중장 | 박용득 | 199x년 ?월 ?일  | ?                |       |
| ?  | 중장 | 홍갑식 | 2001년 4월 27일 | 2003년 4월 20일  | [ 1 ] |
| ?  | 중장 | 박영하 | 2003년 4월 21일 | ?                | [ 2 ] |
| 11 | 중장 | 방효복 | 2005년          | 2006년 12월 4일  |       |
| 12 | 중장 | 황의돈 | 2006년 12월 5일 | 2007년 10월 31일 | [ 3 ] |

## 참고
1. ↑  김덕수 (2001년 4월 27일). “육군 제11군단장 이취임식”. 경남도민일보. 2015년 11월 25일에 원본 문서에서 보존된 문서. 2015년 11월 22일에 확인함.
2. ↑  “육군 제11군단장 이.취임식”. 경남일보. 2003년 4월 22일. 2015년 11월 22일에 확인함.
3. ↑  오웅근 (2006년 12월 5일). “육군 제11군단장에 황의돈 중장 취임”. 경남도민일보. 2015년 11월 22일에 확인함.